# Sjör
Sjör är en by, mellan 2015och 2020 klassad som en småort, i Kyrkås distrikt (Kyrkås socken) i Östersunds kommun, Jämtlands län (Jämtland). Byn ligger vid länsväg Z 742, nära europaväg 45, cirka åtta kilometer söder om tätorten Lit. Öster om byn finns en sjö som heter Mosjön.